# Dendrit

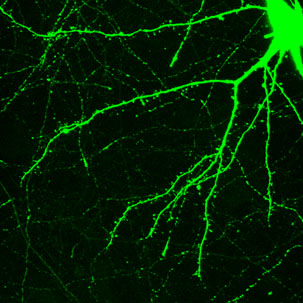
Dendrity v mikroskopu

Dendrity (z řeckého δένδρον, déndron, doslova „strom“) jsou krátké výběžky neuronu dostředivého typu, které přijímají vstupní informaci (nervový vzruch). Dendrity mají stejnou strukturu neuroplasmy jako tělo neuronu. V místě odstupu od těla jsou tlusté, postupně se větví. Dendrity jsou většinou krátké, větví se v blízkosti neurocytu a nemají myelinovou pochvu. Na povrchu dendritů bývají přítomné dendritické trny, na kterých jsou synapse.
Podle počtu a způsobu odstupu výběžků (dendritů a axonů) rozdělujeme neurony na několik typů:
- multipolární neurony – několik dendritů, jeden axon
- bipolární neurony – jeden dendrit, jeden axon
  - pseudounipolární neurony – dendrit i axon mají jeden společný kmen a dělí se až po několika mikrometrech
- unipolární neurony – žádný dendrit, pouze axon